# Lamhe
Pour plus de détails, voir Fiche technique et Distribution.
Lamhe (Hindi : लम्हे, littéralement « moments ») est un film indien de Yash Chopra sorti en 1991. 
Il a remporté plusieurs prix dont celui du meilleur film lors des Filmfare Awards en 1992.

## Fiche technique
- Titre : Lamhe
- Titre original : लम्हे
- Réalisation : Yash Chopra
- Scénario : Honey Irani
- Dialogues : Rahi Masoom Reza
- Musique : Hariprasad Chaurasia et Shivkumar Sharma
- Photographie : Manmohan Singh
- Montage : Keshav Naidu
- Production : Yash Chopra
- Société de production : Yash Raj Films
- Pays :  Inde
- Genre : Drame, romance et film musical
- Durée : 187 minutes
- Date de sortie : 
  - Inde : 4 novembre 1991

## Distribution
- Anil Kapoor : Virendra Pratap Singh
- Sridevi : Pallavi Bhatnagar / Pooja Bhatnagar
- Anupam Kher : Prem Anand
- Waheeda Rehman : Dai Jaa « Durgadevi »
- Deepak Malhotra : Siddharth Kumar Bhatnagar
- Dippy Sagoo : Anita

## Récompenses
- Filmfare Award du meilleur film
- Filmfare Award de la meilleure actrice pour Sridevi
- Filmfare Award du meilleur second rôle féminin Waheeda Rehman
- Filmfare Award du meilleur acteur pour Anil Kapoor
- Meilleurs dialogues pour Rahi Masoom Reza
- Meilleure performance dans un rôle comique Anupam Kher
- Meilleure histoire Honey Irani